# Potameia thouarsii
Potameia thouarsii är en lagerväxtart som beskrevs av Roem. & Schult.. Potameia thouarsii ingår i släktet Potameia och familjen lagerväxter. Inga underarter finns listade i Catalogue of Life.